# 知女星
知女星（168 Sibylla）是由美国天文学家詹姆斯·克雷格·沃森于1876年9月28日在美国安娜堡底特律天文台发现的主带小行星。它是原神星族的一员。
小行星168以希腊神话中女先知西比拉命名。